# 松山育恵
松山 育恵（まつやま いくえ、1990年 - ）は日本のミュージカル俳優およびバレリーナである。北海道札幌市出身。劇団四季所属。

## 来歴
幼少期からクラシックバレエを始め、久富淑子バレエ研究所に入所。その後北海道札幌開成高等学校、昭和音楽大学ミュージカル科を経て2011年に劇団四季オーディションに合格し劇団四季へ入団した。同年12月23日に自由劇場で開幕した王様の耳はロバの耳の町の女／夕暮れの精役で初舞台に出演した。

## 主な出演作品
- 王様の耳はロバの耳（2011年～2013年町の女／夕暮れの精）
- キャッツ（2013年～ジェミマ、2016年～ディミータ）
- 美女と野獣（2014年、アンサンブル）
- コーラスライン  (2015年、ディアナ、ヴァル、ジュディ)
- エクウス  (2016年、ジル)
- ノートルダムの鐘 (2018年、エスメラルダ)
- アラジン (アンサンブル)
- ゴースト＆レディ（2024年、シャーロット）